# Skutskärs församling
Skutskärs församling var en församling i Uppsala stift och i Älvkarleby kommun i Uppsala län. Församlingen uppgick 2006 i Älvkarleby-Skutskärs församling.

## Administrativ historik
Skutskärs kapellförsamling bildades 1 maj 1909 (enligt beslut den 4 december 1908) genom utbrytning ur Älvkarleby församling av lägenheterna Harnäs nr 1-4, Leijels odling, Medora, Morödjningen och Herrängen samt hemmanen 1/4 mantal Hårstan, 1/4 mantal Kullen, 1/4 mantal Marn Västra, 1/4 mantal Myrbo, ½ mantal Näsboda, 1/4 mantal Rotskär, 1/2 Siggeboda samt 1/2 Tebo. Skutskärs kapellförsamling skulle framöver ha gemensam kyrklig ekonomi och skolväsende med Älvkarleby församling. Skutskärs kapellförsamling blev mellan 1930 och 1940 en annexförsamling som bildade en kyrklig samfällighet tillsammans med Älvkarleby församling.
Den 1 januari 1940 (enligt beslut den 31 mars 1939) överfördes till Skutskärs församling från Valbo församling vissa delar av Fleräng omfattande en areal av 0,61 km², varav allt land.
Skutskärs församling uppgick 1 januari 2006 i Älvkarleby-Skutskärs församling.
Skutskär utbröts aldrig till en jordebokssocken utan låg kvar i Älvkarleby socken och blev aldrig någon egen kommun.

### Pastorat
- 1 maj 1909 till 1962: Annexförsamling i pastoratet Älvkarleby och Skutskär.
- 1962 till 2006: Moderförsamling i pastoratet Skutskär och Älvkarleby.[4]

## Areal
Skutskärs församling omfattade den 1 januari 1952 en areal av 14,14 kvadratkilometer, varav 12,81 kvadratkilometer land. Efter nymätningar och arealberäkningar färdiga den 1 januari 1956 omfattade landskommunen den 1 januari 1961 en areal av 15,66 km², varav 14,69 km² land.
Skutskärs församling omfattade den 1 januari 1976 en areal av 15,7 km², varav 14,7 km² land.

## Organister
| Ämbetstid | Namn | Levnadstid | Övrigt  |
| --------- | ---- | ---------- | ------- |
| 1964      | –    | –          | Vakant. |

## Kyrkor
- Skutskärs kyrka